# 德钦紫菀
德钦紫菀（学名：Aster techinensis）是菊科紫菀属的植物，是中国的特有植物。分布于中国大陆的云南等地，生长于海拔3,500米的地区，目前已由人工引种栽培。